# Seona
Seona är ett samhälle i Bosnien och Hercegovina.   Det ligger i entiteten Federationen Bosnien och Hercegovina, i den centrala delen av landet, 90 km norr om huvudstaden Sarajevo. Seona ligger 248 meter över havet och antalet invånare är 853.
Terrängen runt Seona är huvudsakligen kuperad, men norrut är den platt. Runt Seona är det ganska tätbefolkat, med 93 invånare per kvadratkilometer.. Närmaste större samhälle är Srebrenik, 4,4 km norr om Seona. 
Omgivningarna runt Seona är en mosaik av jordbruksmark och naturlig växtlighet.